# Завьяловский сельсовет (Оренбургская область)
Завьяловский сельсовет — сельское поселение в Бугурусланском районе Оренбургской области Российской Федерации.
Административный центр — село Завьяловка.

## История
9 марта 2005 года в соответствии с законом Оренбургской области № 1895/321-III-ОЗ образовано сельское поселение Завьяловский сельсовет, установлены границы муниципального образования.
17 ноября 2010 года в соответствии с законом Оренбургской области № 4002/913-IV-ОЗ в состав сельсовета включены населённые пункты упразднённого Пониклинского сельсовета.

## Население
| 2010  | 2012  | 2013  | 2014  | 2015  | 2016  | 2017  |
| ----- | ----- | ----- | ----- | ----- | ----- | ----- |
| 2217  | ↗2228 | ↘2200 | ↘2197 | ↘2178 | ↗2181 | ↗2182 |
| 2018  | 2019  | 2020  | 2021  |       |       |       |
| ↘2131 | ↘2062 | ↘2000 | ↘1988 |       |       |       |

## Состав сельского поселения
| № | Населённый пункт | Тип населённого пункта       | Население |
| - | ---------------- | ---------------------------- | --------- |
| 1 | Завьяловка       | село, административный центр | 785       |
| 2 | Козловка         | деревня                      | 272       |
| 3 | Красноярка       | село                         | 516       |
| 4 | Наумовка         | село                         | 0         |
| 5 | Поникла          | село                         | 644       |